# Inselbahn Sylt L20
Die zweiachsige Diesellokomotive mit Kettenantrieb wurde für die meterspurige Inselbahn Sylt gebaut und erhielt die Bezeichnung L20. Sie wurde von den Deutschen Werken (DWK) in Kiel als Einzelstück gebaut. Sie ist erhalten und ist bei der Selfkantbahn als V 14 mit dem Beinamen List im Einsatz.

## Entwicklung
Nach der Auslieferung von sieben Lokomotiven der Reihe DWK D100 in Normalspur fertigten die DWK eine weitere Lokomotive für Meterspur, die vom Reichsluftfahrtministerium Berlin bestellt worden war. Diese Lokomotive war die letztgebaute Schmalspurlok des Herstellers.

## Technik
Ursprünglich hatte die Lokomotive einen Endführerstand. 1957 wurde sie grundlegend umgebaut, es blieben lediglich das Fahrgestell, die Radsätze und Teile des Getriebes erhalten. Beim Neuaufbau erhielt sie einen Mittelführerstand und beidseitig Vorbauten.
Die Maschinenanlage bestand ursprünglich aus einem Sechszylinder-Viertakt-Dieselmotor von DWK mit einer Leistung von 110 PS und einem Getriebe vom gleichen Hersteller. 1957 erhielt die Lokomotive einen neuen Motor mit 180 PS von Büssing, ein neues Getriebe mit fünf Gängen und eine Druckluftbremse in LKW-Bauart.

## Einsatz
Die Lokomotive wurde vom Reichsluftfahrtministerium auf der Nordbahn eingesetzt und diente dem dortigen Luftwaffenstützpunkt List. 1949 kam sie in den Bestand der Sylter Inselbahn und war fast 30 Jahre vorrangig im Güterzugdienst im Einsatz. Nach dem Ende des Eisenbahnbetriebes auf Sylt blieb die L20 erhalten. Die Lokomotive wurde von der Interessengemeinschaft Historischer Schienenverkehr übernommen und auf der Selfkantbahn zuerst mit der Bezeichnung V 10 und später mit der Bezeichnung V 14 eingesetzt. 1973 erlitt sie einen Getriebeschaden, ging 1983 nach gründlicher Aufarbeitung wieder in Betrieb und wurde vorrangig im Rangier- und Bauzugdienst verwendet. Die Lokomotive trägt in Erinnerung ihres ersten Einsatzortes den Namen List. Seit 2006 ist sie wieder abgestellt.